# Anton Baláž
Anton Baláž (* 20. září 1943, Lehota pod Vtáčnikom) je slovenský spisovatel-prozaik, televizní a filmový scenárista, rozhlasový dramatik a publicista.

## Životopis
Narodil se v hornické a dělnické rodině, vzdělání získal v Lehotě pod Vtáčnikem, Košicích, Prievidzi a později navštěvoval v letech 1965–1970 Filosofickou fakultu Univerzity Komenského v Bratislavě, studovat zde obor žurnalistika. Po skončení studia se stal redaktorem, později šéfredaktorem společenského týdeníku Sloboda. Po listopadu 1989 byl šéfredaktorem Slovenského deníku. V letech 1993–1994 pracoval v Kanceláři prezidenta Slovenské republiky. V současnosti pracuje v Literárním a informačním centru. Žije v Bratislavě, kde působí hlavně jako novinář.

## Tvorba
Svoji první povídku zveřejnil už v roce 1970 v časopisu Mladá tvorba, ale první román mu vyšel až v roce 1977. Po skartaci debutu Bohovia ročných období oficiálně vstoupil do literatury historickými romány Sen pivníc a Tiene minulosti. Ve svých dílech se zaobírá společenskými problémy, (Skleníková Venuša, Tu musíš žiť), vykresluje zde obraz posledních let totalitního režimu (Chirurgický dekameron), nicméně pro jeho dřívější tvorbu je také charakteristické groteskní a fantastické vnímání reality (Hijó, kone Stalinove!, Kronika šťastných zajtrajškov, Tábor padlých žien). V druhé polovině 90. let 20. století nalezl pro svoji tvorbu novou tematickou oblast: holokaust slovenské židovské komunity a poválečné osudy těch židů, kteří přežili německé vyhlazovací tábory a snaží se najít nový smysl svého života (Trhlina, Oživovanie, Ofélia nie je mrtva, Krajina zabudnutia). V roce 2003 znova vyšla jeho prozaická prvotina Bohovia ročných období, která i s odstupem třech desetiletí od prvního vydání působí jako autentická výpověď o životě tehdejší mladé generace. Jeho díla byla přeložena do češtiny, němčiny, polštiny a ukrajinštiny.

## Ocenění
- Za román Tu musíš žiť obdržel Cenu Svazu slovenských spisovatelů (1983)
- Za rozhlasové hry Žiť bez Adama, V hlbokom snehu vašej pamäti a Trhlina obdržel ceny a prémie na domácích i zahraničních festivalech rozhlasových her

## Dílo
- Seznam děl v Souborném katalogu ČR, jejichž autorem nebo tématem je Anton Baláž

### Próza
- 1971 – Bohovia ročných období, toto vydání bylo skartováno
- 1977 – Sen pivníc, román o Slovenském národním povstání
- 1978 – Tiene minulosti, román o společenských změnách
- 1980 – Skleníková Venuša, román o ekologii
- 1983 – Tu musíš žiť, román o lidech spjatých s chemickou továrnou
- 1989 – Chirurgický dekameron, román z nemocničního prostředí
- 1992 – Hijó, kone Stalinove, román s tematikou poválečného združstevňování
- 1993 – Tábor padlých žien, román z období „budování socialismu“
- 1995 – Kým žiješ, miluj, román
- 1997 – Kronika šťastnejších zajtrajškov, groteskně pojaté téma poválečných let
- 1998 – Penelopin návrat, román ze současnosti
- 2003 – Bohovia ročných období

### Próza pro mládež
- 1986 – Kreslo pre dvoch, román

### Rozhlasové hry
- Trhlina
- Oživovanie
- Ofélia nie je mŕtva
- Krajina zabudnutia